# Ludwig Berberich
Ludwig Berberich (* 23. Februar 1882 in Biburg; † 6. Juni 1965 in Neubiberg) war ein deutscher Kirchenmusiker, der als Organist, Dirigent, Komponist, katholischer Priester und Hochschullehrer wirkte.

## Leben
Ludwig Berberich war der Sohn von Max Berberich und dessen Ehefrau Anna geborene Friedl. Nach dem Besuch des Gymnasiums und des katholischen Theologenseminars in Freising, wo er 1907 die Priesterweihe erhielt, ging er an die Kirchenmusikschule nach Regensburg und 1910 an die Akademie für Tonkunst in München. Im gleichen Jahr wurde er als Feldgeistlicher tätig, diese seelsorgerische Tätigkeit legte er 1912 nieder, um sich ganz der Musik zu widmen.
So wurde Berberich Chordirigent an der Bürgersaalkirche in München. 1919 wechselte er als Domkapellmeister an die Frauenkirche München. Daneben wurde er 1921 Professor für Kirchenmusik an der Akademie für Tonkunst in München, und gleichzeitig erhielt er einen Lehrauftrag für Kirchenmusik an der Universität München. Nach der Machtergreifung der Nationalsozialisten wurde ihm 1933 das Amt des ordentlichen Akademieprofessors entzogen. 1957 trat er aus Altersgründen von seinem Amt als Domkapellmeister in München zurück.
Außerdem war Berberich Sachverständiger für Glocken und Orgeln. Als Komponist schuf er einige Werke vor allem auf der Grundlage alter Vokalmusik. Zu seinen Schülern zählten u. a. der Schweizer Komponist Josef Garovi und Max Eham, Karl Forster, Max Jobst, Heinrich Wismeyer und Alfred Zehelein.

## Werke (Auswahl)
- Messe F-Dur 6-stimmig
- Altniederländische Motette
- Messe G-Dur mit Orchester
- Ave Maria. Gemischter Chor a cappella, Luzern [ca. 1956].

## Ehrungen
- 1955: Bundesverdienstkreuz 1. Klasse
- 1959: Bayerischer Verdienstorden
- Am Frauenplatz in München wurde für ihn eine Gedenktafel errichtet.[1]
- In den Gemeinden Alling (Professor-Berberich-Straße) und Neubiberg (Prof.-Berberich-Straße) wurden Straßen nach ihm benannt. Ferner trägt in Aubing seit 1983 der Berberberichweg seinen Namen.